# 2-idrossi-6-osso-6-fenilesa-2,4-dienoato reduttasi
La 2-idrossi-6-osso-6-fenilesa-2,4-dienoato reduttasi è un enzima appartenente alla classe delle ossidoreduttasi, che catalizza la seguente reazione:
2,6-diosso-6-fenilesanoato + NADP+ ⇄ 2-idrossi-6-osso-6-fenilesa-2,4-dienoato + NADPH + H+
L'enzima ha un'ampia specificità; riduce un certo numero di composti prodotti da Pseudomonas, dagli idrocarburi aromatici mediante rottura dell'anello.